# Liudmila Jivkova
Liudmila (sau Ludmila) Todorova Jivkova (în bulgară Людмила Тодорова Живкова; n. 26 iulie 1942, Govedarți, Samokov, Sofia, Bulgaria – d. 21 iulie 1981, Sofia, Republica Populară Bulgaria) a fost un înalt funcționar al Partidului Comunist Bulgar și membru al Biroului Politic. A fost fiica liderului comunist bulgar Todor Jivkov și este cel mai cunoscută pentru interesul ei în conservarea și promovarea artei și culturii bulgare pe scena internațională. Jivkova a fost, de asemenea, o figură controversată în cadrul fostului bloc sovietic din cauza intereselor ei pentru religia și spiritualitatea ezoterică orientală. Ea este văzută, de asemenea, ca unul dintre inițiatorii Procesului de renaștere, o încercare a Partidului Comunist Bulgar de a forța asimilarea populației musulmane, un mijloc de stabilizare a popularității în scădere a regimului.

## Biografie
Jivkova s-a născut la Sofia în 1942. A studiat istoria la Universitatea din Sofia (1965) și istoria artei la Universitatea de Stat din Moscova (1970). În 1967, a devenit membru al Partidului Comunist Bulgar. După aceea, a fost trimisă pentru o perioadă la Universitatea din Oxford, iar în 1971 a susținut o teză de candidat la Institutul de Studii Balcanice pe tema „Relațiile britanico-turce din 1933–1939”, care, potrivit profesorului ei de la Oxford, ar fi fost scrisă de un angajat al ambasadei Bulgariei la Londra. Ulterior a devenit președinte asistent al Comitetului pentru Artă și Cultură (1972–1973), prim-vicepreședinte (1973–1975) și președinte (cu rang de ministru) între 1975 și moartea ei în 1981. Jivkova a fost deputat în a 7-a (1976–1981) și a 8-a (1981) Adunare Națională a Bulgariei. În timpul vieții ei, Jivkova a publicat un volum de „opere colectate” (în mare parte reportaje, discursuri, articole traduse în limbile principale ale lumii) despre necesitatea de a educa „personalități rotunjite” și de a „îmbunătăți viața publică cu frumusețe”, aceste idei nu se potriveau deloc cu marxismul-leninism militant al vremii.

## Funcție publică
Biroul Liudmilei Jivkova ca lider de facto al culturii bulgare a adus comunității artistice o libertate sporită într-un moment în care, după zdrobirea Primăverii de la Praga, ortodoxia comunistă din blocul sovietic era controlată foarte strict, ca niciodată. Mai mult, ca fiică a șefului partidului și statului, Jivkova a fost adesea văzută ca „moștenitoare” și se bucura de puteri dincolo de competența ei oficială. Astfel, Jivkova și cel de-al doilea soț al ei, Ivan Slavkov, au organizat seri (soirées) renumite de vineri în apartamentul lor central din Sofia, oferind oportunități celor cu o cauză să facă lobby indirect către tatăl ei.
Jivkova ar fi luptat cu birocrația și ar fi asigurat construcția rapidă a enormului și foarte complexului Palat Național al Culturii din Sofia, care a fost inaugurat în perioada morții ei. O altă realizare a ei a fost deschiderea Galerii Naționale de Artă Mondială din Sofia, pentru ale cărei colecții au fost achiziționate un număr mare de picturi și statui străine de pe piețele mondiale. În conformitate cu ideea ei favorabilă de „personalități rotunjite”, cu puțin timp înainte de moartea ei, Jivkova a organizat adunarea mondială a copiilor Banner of Peace la Sofia, sub egida Unesco. Ea a contribuit, de asemenea, la înființarea Fundației 1300 de ani ai Bulgariei (1300 години България), o entitate cvasi-independentă pentru dotarea artelor. Sărbătoarea „1300 de ani ai Bulgariei” a fost o campanie de propagandă care și-a propus să prezinte stăpânirea comunistă și mai ales conducerea lui Todor Jivkov ca fiind cea mai reușită perioadă din istoria Bulgariei.
Pe lângă aducerea culturii străine în Bulgaria, Jivkova a făcut mult pentru a le permite și a încuraja artiștii bulgari să călătorească în străinătate pentru studiu și practică. Ea a organizat, de asemenea, expoziția itinerantă „Artă și cultură tracică în Țările Bulgare” (Тракийското изкуство и култура по българските земи), care a vizitat peste 25 de orașe ale lumii, cu multe aprecieri. În 1974, Jivkova și-a susținut teza de doctorat pe tema „Mormântul trac din Kazanlăk”.
Deși personal era un ascet extrem, Jivkova a fost, de asemenea, creditată indirect cu deschiderea unui număr de cafenele, restaurante și alte unități care au returnat o măsură de grație burgheză pre-comunistă orașelor Bulgariei.
Un mare sprijin pentru artele creative bulgare a fost o altă caracteristică a mandatului lui Jivkova ca lider al artelor bulgare. Un accent mai mare decât cel obișnuit pe cultura indigenă, alături de mare fanfară, a marcat cea de-a 1300-a aniversare a Bulgariei.

## Persoană privată

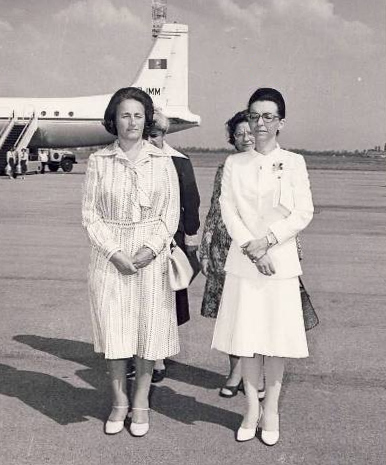
Elena Ceaușescu (stânga) cu Liudmila Jivkova (dreapta) în 1977.

La 12 noiembrie 1973, Jivkova a suferit un accident de mașină grav în drum spre aeroport, de unde trebuia să plece în vizită în Polonia cu tatăl său. După o ședere în spitalul „Pirogov”, tratamentul ei a continuat mult timp acasă. Deși și-a revenit și s-a întors la muncă, accidentul a avut un impact de durată asupra sănătății și stării ei psihice. Potrivit gărzii sale de corp Dimitar Murdjev, în acel moment, ea a început să caute în mod constant „erboriști și așa-zișii vindecători” și a refuzat orice intervenție medicală. Astfel a stabilit legături cu familia Roerich și a consultat-o adesea pe Vanga pentru rețete de băut și ierburi.
În ultimul deceniu al vieții sale, Liudmila a dezvoltat un interes intens pentru cultura orientală, problemele New Age, misticismul religios și ocultism. În acest sens, ea a dezvoltat o relație foarte strânsă cu „Oracolul din Petrici ” (baba Vanga, o faimoasă clarvăzătoare a satului) și cu scriitorul de thriller Bogomil Rainov, fiul unui renumit teozof și scriitor bulgar Nikolai Rainov. Mai târziu, Jivkova s-a interesat și de credințele și misticismul nativilor americani și în special a nativilor mexicani. Zvonurile sugerau că ea a renunțat la marxism și ateismul comunist: nu era o transgresiune ușoară pentru bulgarul de rând de la acea vreme și reprezenta o apostazie de neconceput pentru un membru al Biroului Politic. Era considerată ca o mare preoteasă a artelor, iar guvernele comuniste o vedeau în mod constant ca fiind prima în fruntea „războiului ideologic”.
Ascensiunea sa rapidă a făcut o impresie proastă în cercurile comuniste și, luată ca o slăbiciune din partea sa, a afectat autoritatea personală a lui Todor Jivkov. Comportamentul ei excentric și opiniile ideologice neortodoxe au contribuit la aceasta - conform unui apropiat al lui Jivkov, pentru ea „Marxismul a fost puternic amestecat cu opiniile budiste și oculte”. O adoratoare deschisă a culturii indiene, ea a practicat yoga, era vegetariană și își monitoriza cu strictețe greutatea pentru a nu depăși 48 de kilograme.

## Anul Roerich
Datorită intereselor sale ezoterice, ea a desemnat anul 1978 drept „anul Roerich”, totul după ce a întâlnit în India, în 1975, pe descendentul emigranților ruși, Svetoslav Roerich⁠(d), care avea interese similare. Pe lângă munca lor artistică ca pictori, cei din familia Roerich au fost fondatorii și susținătorii Agni Yoga (Etica Vie), o învățătură spirituală idiosincratică bazată pe misticismul indian, astfel încât celebrarea lor atât de intensă a apărut ca un gest oarecum excentric pentru un guvern marxist (desigur, în perioada când cei din familia Roerich erau respectați ca artiști, patrioti și exploratori și în URSS).
În acel an a fost emis un timbru poștal cu portretul lui Nicholas Roerich realizat de către fiul său Svetoslav.

## Moarte
Liudmila a murit la vârsta de 38 de ani din cauza unei tumori pe creier la 21 iulie 1981, cu cinci zile înainte de a împlini 39 de ani. Ca fiică a liderului comunist, Jivkova a avut o înmormântare publică foarte mare în Bulgaria. Tatăl ei a declarat, după ce a pierdut puterea politică, că: "Nu pot să afirm cu exactitate că moartea Ludmilei a fost naturală, poate că a existat o intervenție externă".
Jurnalistul rus Arkadi Vaksberg crede că este posibil să fi fost ucisă de serviciile secrete sovietice, invocând neîncrederea cu care a fost privită în guvernul sovietic și temerile că i-ar putea urma tatălui ei la conducerea regimului în viitorul apropiat. Unele dintre rudele ei, precum Liubomir Levceev (Любомир Левчев), au crezut, de asemenea, că a fost otrăvită. Potrivit unei alte ipoteze, susținută de criticul deschis al lui Jivkov, Petar Semerdjiev (Петър Семерджиев), ea s-a sinucis după ce presiunile sovietice i-au blocat ascensiunea în ierarhia regimului.

## Urmări
Locuri și edificii publice au fost numite după Liudmila Jivkova, dar ideile ei despre personalitățile rotunjite și frumusețea vieții publice au fost scoase din circulația publică. Todor Jivkov a îndepărtat curând majoritatea protejaților ei din pozițiile lor influente. Unii dintre aceștia au fost acuzați de deturnări de fonduri publice destinate artelor și Galeriei de Artă Mondială, iar Fundația 1300 de Ani ai Bulgariei a fost acuzată de corupție gravă.

## Patrimoniu

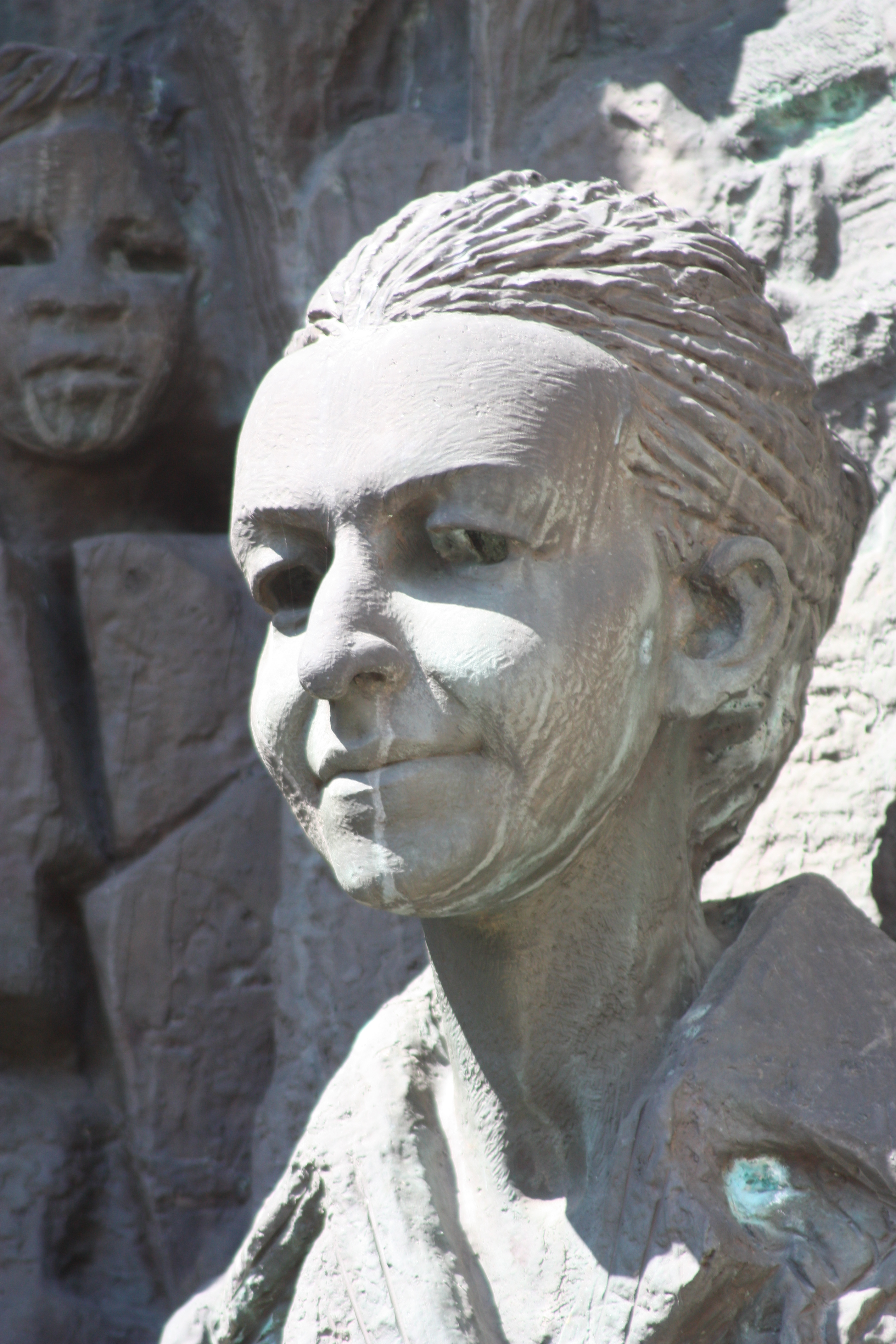
O sculptură a lui Jivkova din Sofia.

Moștenirea Liudmilei Jivkova rămâne contestată în Bulgaria. Unii susțin că ea a fost o prevestitoare a ideilor alternative, a libertății și a spiritualității, nu în ultimul rând prin faptul că a fost o femeie pe scena publică puternic dominată de bărbați din Bulgaria. Alții o văd drept copila arhetipală disolută, răsfățată, confuză, imperioasă și veșnic neîmplinită a „Burgheziei Roșii”. În timp ce zelul ei a fost deranjant de remarcat pe scena glaciară și ultra-conservatoare a blocului sovietic din anii 1970, astăzi pare să nu fi adus decât progrese minore (și, mai mult, trecătoare) și că i-a determinat pe mulți să „își ridice capul deasupra parapetului” doar pentru a se expune persecuțiilor ulterioare.
Un punct de vedere care a apărut în anii 1990 citează căsătoria lui Jivkova cu Ivan Slavkov⁠(d), un om dur și realist dar și alcoolic, bon-viveur, și asocierea ei cu Fundația 1300 de ani ai Bulgariei, ca fiind foarte compromițătoare, și consideră trăsăturile ei post-comuniste ca delapidări, escrocherii și „cleptocrații” prin care s-a împărțit prada guvernării comuniste în campaniile de privatizare după căderea lui Todor Jivkov în 1989. Această viziune minoritară reflectă evaluările covârșitor de negative despre tatăl ei.
Jivkova a avut o fiică, Evghenia (Jeni), din prima căsătorie cu Libomir Stoiciev, și un fiu, Todor, din a doua căsătorie cu Ivan Slavkov, fost președinte al Televiziunii Naționale Bulgare, președinte al Comitetului Olimpic Bulgar și membru al Comitetului Olimpic Internațional. După ce a fost adoptată de bunicul ei, Jeni Jivkova a devenit designer de modă și deputat al Adunării Naționale din partea Coaliției pentru Bulgaria.

## Trivia
- Un bulevard din capitala Sofia a fost numit după ea (Bulevardul Liudmila Jivkova), dar mai târziu a fost redenumit după 1990.